# Amri (Pakistan)
Amri ist eine Ausgrabungsstätte im heutigen Pakistan, etwa 110 Kilometer nördlich von Hyderabad in der Provinz Sindh. Es handelt sich um den namensgebenden Fundort der Amri-Kultur, die der Indus-Kultur an vielen Orten vorausging.
Die Ausgrabungsstätte besteht heute aus zwei Hügeln, die einst eventuell einen Hügel darstellten. Bei Ausgrabungen konnten fünf Besiedlungsphasen unterschieden werden, die wiederum in diverse Schichten geteilt wurden. In Periode I (ca. 3600–2750 v. Chr.) war die meiste Keramik noch handgemacht. Die restliche Ware ist sehr dünnwandig, auf der Töpferscheibe gefertigt und mit geometrischen Mustern auf hellen Grund verziert. Diese Keramik nahm im Laufe der Zeit zu. Es gibt Belege für Kupfer, Tonperlen, Steinwerkzeuge. Es fanden sich Lehmziegelbauten. Am Ende dieser Periode kann das Auftreten von Elementen der Indus-Kultur beobachtet werden. Vor allem erscheinen auf der Keramik auch nun figürliche Abbildungen, so vor allem der Stier. In der Periode II (ca. 2750–2450 v. Chr.) treten immer mehr Elemente der Indus-Kultur auf. Die Periode III (ca. 2450–1900 v. Chr.) gehört fast vollkommen zu dieser Kultur. In deren letzten Phase wird die Indus-Kultur dann aber von der Jhukar-Kultur ersetzt, während die Periode IV (ca. 1900–1300 v. Chr.) der Jhangar-Kultur zuzurechnen ist. Periode V ist muslimisch und datiert viel später.
Dieser Fundplatz zeigt, dass die Indus-Kultur sich wohl nicht direkt aus der Amri-Kultur entwickelte und dass diese die Amri-Kultur zumindest an diesem Ort nicht etwa plötzlich ersetzte, sondern dass es eine längere Phase des gemeinsamen Bestehens beider Kulturen gab.